# Sirwah
 (décembre 2022).
Si vous disposez d'ouvrages ou d'articles de référence ou si vous connaissez des sites web de qualité traitant du thème abordé ici, merci de compléter l'article en donnant les références utiles à sa vérifiabilité et en les liant à la section « Notes et références ».
Ṣirwāḥ (en arabe : صرواح) est un site archéologique dans le gouvernorat de Ma'rib, au nord du Yémen, vestige d'une ancienne cité qui fut un important centre administratif et politique du royaume de Saba durant l'Antiquité.   
Les ruines de la ville sont situées au centre d'une petite plaine entourée par les montagnes, à 90 km à l'est de la capitale moderne du pays, Sanaa, et à 35 km à l'ouest de Ma'rib.  

## Histoire
Ṣirwāḥ perd sa fonction politique, au profit de Ma'rib, mieux placée, sur la route de l'encens. 
Néanmoins, la ville est restée un important centre des Sabéens, ce qu'indique le nombre de temples. Un temple majeur, le temple au dieu-soleil sabéen Almaqah, y a été construit par le roi Yada'il Dharih I, vers 700 av. J.-C..

### Époque contemporaine
Le site de Ṣirwāḥ est découvert le 15 juillet 1843 par l'explorateur français Joseph-Pons d'Arnaud, qui recopie et rapporte de son voyage une série d'inscriptions antiques,. 
En 1870, un autre français, l'orientaliste Joseph Halévy, parcourt la région à la recherche d'inscriptions. Il raconte sa découverte des ruines du temple principal, parmi d'autres endroits, dans un ouvrage paru en 1872,.

#### Fouilles archéologiques
Une mission de l'Institut archéologique allemand (DAI) mène une première campagne de fouilles entre 1991 et 1993, sous la direction de Jürgen Schmidt,.
De 2003 à 2009, le DAI réalise une seconde campagne de fouilles et d'études archéologiques, supervisée par Iris Gerlach. En 2005, dans le temple d'Almaqah, une inscription sabéenne monumentale est découverte sur un mégalithe de 7 m de long.
Ce bloc de pierre pèse sept tonnes et il était une caractéristique permanente du sanctuaire de Almaqah et était tombée de son socle pendant un tremblement de terre. L’épigraphiste Norbert Nabes de l'université d'Iéna décrit l'inscription comme le plus important jusqu’à ce jour; l'inscription  date du Ier siècle av. J.-C. L'inscription donne un compte rendu des batailles de Saba’, menées contre ses voisins immédiats dans le Sud-Est et le Nord du Yémen.
Maintenant le temple Almaqah est en cours de restauration. Pendant ces travaux, un autre temple a été découvert datant du VIIe siècle av. J.-C. Ce sanctuaire possède une entrée monumentale, ornée de piliers. Il contient plusieurs chambres, construites en bois et en pierre ; le plan de niveau est unique pour le Yémen dans cette période.

#### Inscription au patrimoine mondial en péril
En janvier 2023, le site de Sirwah, menacé par les affrontements de la guerre civile yéménite, est inscrit au patrimoine mondial en péril par l'Organisation des Nations unies pour l'éducation, la science et la culture (UNESCO).

## Galerie

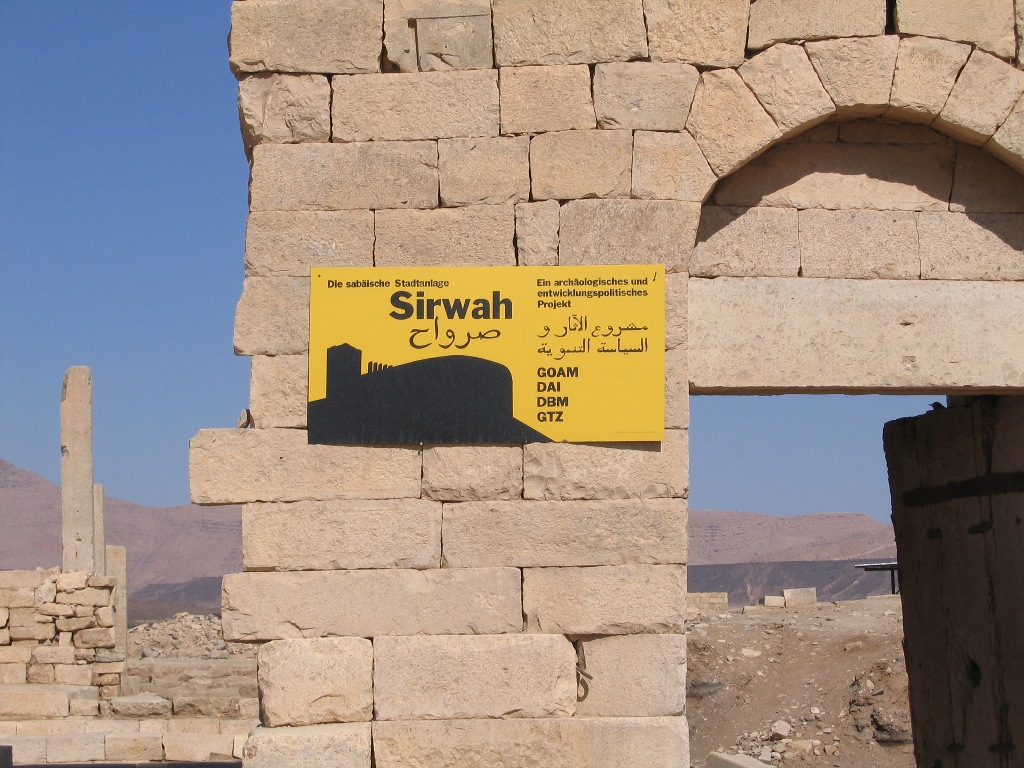
Archéologues allemands à Sirwah
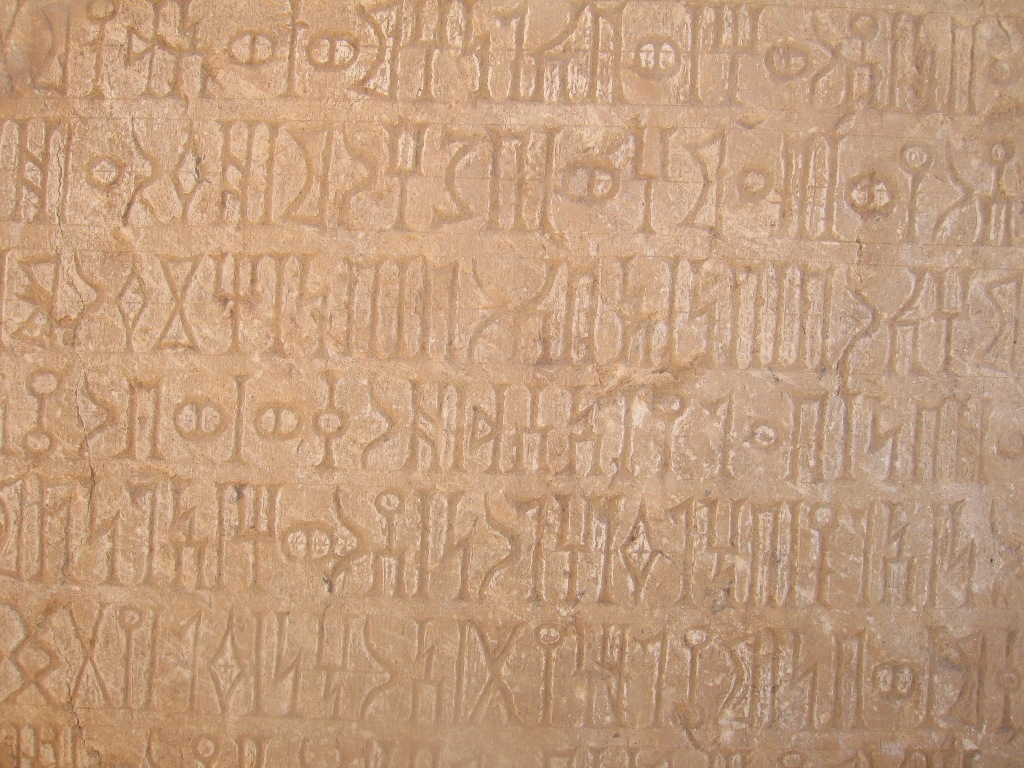
Inscriptions à Sirwah
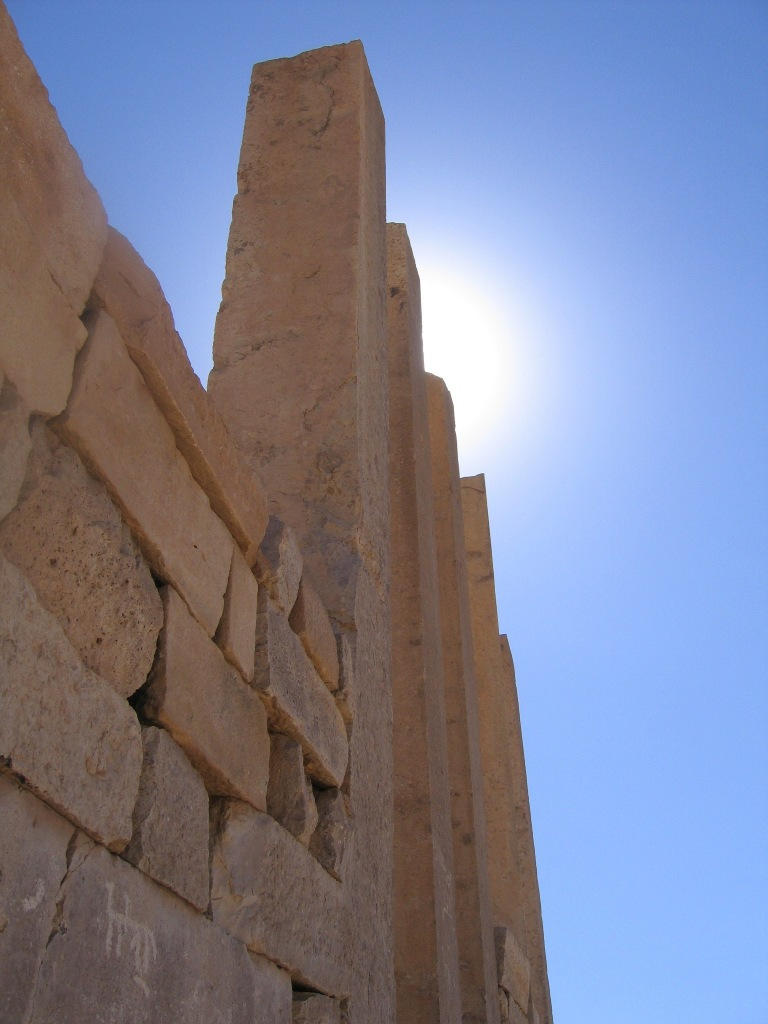
Mur et piliers à Sirwah